# Costantino di Murom
Constantino di Murom (russo: Святой Блаженный Князь Константин; ... – 1129) fu Principe di Murom nonché figlio del Principe Sviatoslav II di Chernigov e discendente diretto di Vladimir I di Kiev.
È venerato come santo dalla Chiesa ortodossa russa, la quale lo ricorda il 21 maggio.
Secondo i suoi agiografi fu assegnato dal padre come governatore della città di Murom, posta nell'Oblast' di Vladimir, in quel tempo abitata esclusivamente da pagani, che Costantino aveva intenzione di convertire al cristianesimo ortodosso. Il Principe inviò inizialmente il figlio Michele nella città in qualità di emissario ma la popolazione lo linciò, obbligando Costantino ad intervenire personalmente al comando di truppe armate per sedare la rivolta. Riuscito in quest'ultima impresa non ebbe eguale successo nella conversione della popolazione, anzi i testi agiografici raccontano che man mano che i giorni passavano la folla si faceva sempre più insolente, arrivando persino ad assediare la casa del Principe con il proposito di ucciderlo. Tuttavia, secondo le leggende, quando Costantino si presentò alla propria finestra mostrando un'icona della Vergine, la folla miracolosamente si placò di colpo e tutta la popolazione accettò di farsi battezzare nel fiume Oka. Il figlio Teodoro continuò quindi per conto del padre l'opera di conversione nelle campagne circostanti Murom.
Sul luogo dove era stato ucciso il proprio figlio Michele, Costantino edificò una chiesa intitolata all'Annunciazione. Poco tempo dopo diede ordine di costruirne una seconda intitolata ai Santi Boris e Gleb.
Morì nel 1129 e, così come i propri figli, fu seppellito nella Chiesa dell'Annunciazione.